# Die Bergretter/Episodenliste
Die Episodenliste enthält alle Episoden der deutsch-österreichischen Fernsehserie Die Bergretter, sortiert nach der deutschen Erstausstrahlung. Die Fernsehserie umfasst derzeit 16 Staffeln mit 100 Episoden und fünf Specials.

## Übersicht
| Staffel  | Episodenanzahl | Erstausstrahlung  | Erstausstrahlung  |
| Staffel  | Episodenanzahl | Staffelpremiere   | Staffelfinale     |
| -------- | -------------- | ----------------- | ----------------- |
| 1        | 4              | 26. November 2009 | 10. Dezember 2009 |
| 2        | 12             | 7. Oktober 2010   | 23. Dezember 2010 |
| 3        | 5              | 12. Januar 2012   | 9. Februar 2012   |
| 4        | 5              | 3. Januar 2013    | 31. Januar 2013   |
| 5        | 6              | 13. März 2014     | 24. April 2014    |
| 6        | 6              | 6. November 2014  | 18. Dezember 2014 |
| 7        | 6              | 5. November 2015  | 10. Dezember 2015 |
| 8        | 6              | 17. November 2016 | 22. Dezember 2016 |
| 9        | 6              | 9. November 2017  | 28. Dezember 2017 |
| 10       | 7              | 15. November 2018 | 27. Dezember 2018 |
| 11       | 7              | 7. November 2019  | 19. Dezember 2019 |
| 12       | 5              | 12. November 2020 | 10. Dezember 2020 |
| 13       | 8              | 18. November 2021 | 6. Januar 2022    |
| 14       | 6              | 2. März 2023      | 13. April 2023    |
| 15       | 6              | 16. November 2023 | 28. Dezember 2023 |
| 16       | 5              | 7. November 2024  | 12. Dezember 2024 |
| 17       | 7              | 30. Oktober 2025  | –                 |
| Specials | 1              | –                 | –                 |

## Staffel 1
| Nr. (ges.) | Nr. (St.) | Originaltitel             | Erstausstrahlung D |
| ---------- | --------- | ------------------------- | ------------------ |
| 1          | 1         | Das Versprechen           | 26. Nov. 2009      |
| 2          | 2         | Schmerzhafte Erinnerungen | 26. Nov. 2009      |
| 3          | 3         | Jetzt oder nie            | 3. Dez. 2009       |
| 4          | 4         | Was bleibt                | 10. Dez. 2009      |

## Staffel 2
| Nr. (ges.) | Nr. (St.) | Originaltitel          | Erstausstrahlung D |
| ---------- | --------- | ---------------------- | ------------------ |
| 5          | 1         | Falsches Spiel         | 7. Okt. 2010       |
| 6          | 2         | Hoffnungsschimmer      | 14. Okt. 2010      |
| 7          | 3         | Verzweiflungstat       | 21. Okt. 2010      |
| 8          | 4         | Falsche Fährte         | 28. Okt. 2010      |
| 9          | 5         | Freundschaftsdienst    | 4. Nov. 2010       |
| 10         | 6         | Auf der Flucht         | 11. Nov. 2010      |
| 11         | 7         | Der verlorene Sohn     | 18. Nov. 2010      |
| 12         | 8         | Bruchlandung           | 25. Nov. 2010      |
| 13         | 9         | Spurlos verschwunden   | 2. Dez. 2010       |
| 14         | 10        | Gefährliche Affäre     | 9. Dez. 2010       |
| 15         | 11        | Brautflucht            | 16. Dez. 2010      |
| 16         | 12        | Nur die Hoffnung zählt | 23. Dez. 2010      |

## Staffel 3
| Nr. (ges.) | Nr. (St.) | Originaltitel               | Erstausstrahlung D |
| ---------- | --------- | --------------------------- | ------------------ |
| 17         | 1         | Goldrausch                  | 12. Jan. 2012      |
| 18         | 2         | Sicht gleich Null           | 19. Jan. 2012      |
| 19         | 3         | Steinschlag                 | 26. Jan. 2012      |
| 20         | 4         | Die Hoffnung stirbt zuletzt | 2. Feb. 2012       |
| 21         | 5         | Mit dem Rücken zur Wand     | 9. Feb. 2012       |

## Staffel 4
| Nr. (ges.) | Nr. (St.) | Originaltitel       | Erstausstrahlung D |
| ---------- | --------- | ------------------- | ------------------ |
| 22         | 1         | Tödliches Vertrauen | 3. Jan. 2013       |
| 23         | 2         | Wilde Wasser        | 10. Jan. 2013      |
| 24         | 3         | Der Tote im Berg    | 17. Jan. 2013      |
| 25         | 4         | Spurlos             | 24. Jan. 2013      |
| 26         | 5         | Filmriss            | 31. Jan. 2013      |

## Staffel 5
| Nr. (ges.) | Nr. (St.) | Originaltitel      | Erstausstrahlung D |
| ---------- | --------- | ------------------ | ------------------ |
| 27         | 1         | Tödliche Abgründe  | 13. März 2014      |
| 28         | 2         | Gefangen im Dunkel | 20. März 2014      |
| 29         | 3         | Der vermisste Sohn | 27. März 2014      |
| 30         | 4         | Das fremde Mädchen | 3. Apr. 2014       |
| 31         | 5         | Abgerauscht        | 10. Apr. 2014      |
| 32         | 6         | Eishochzeit        | 24. Apr. 2014      |

## Staffel 6
| Nr. (ges.) | Nr. (St.) | Originaltitel     | Erstausstrahlung D |
| ---------- | --------- | ----------------- | ------------------ |
| 33         | 1         | Mit letzter Kraft | 6. Nov. 2014       |
| 34         | 2         | Verschollen       | 13. Nov. 2014      |
| 35         | 3         | Lebensmüde        | 20. Nov. 2014      |
| 36         | 4         | Wettersturz       | 27. Nov. 2014      |
| 37         | 5         | Gefangen im Eis   | 11. Dez. 2014      |
| 38         | 6         | Abgeschnitten     | 18. Dez. 2014      |

## Staffel 7
| Nr. (ges.) | Nr. (St.) | Originaltitel             | Erstausstrahlung D |
| ---------- | --------- | ------------------------- | ------------------ |
| 39         | 1         | Kein Weg zurück           | 5. Nov. 2015       |
| 40         | 2         | Mutterseelenallein        | 12. Nov. 2015      |
| 41         | 3         | Auf der Kippe             | 19. Nov. 2015      |
| 42         | 4         | Zwischen Himmel und Hölle | 26. Nov. 2015      |
| 43         | 5         | Losgetreten               | 3. Dez. 2015       |
| 44         | 6         | Atemlos                   | 10. Dez. 2015      |

## Staffel 8
| Nr. (ges.) | Nr. (St.) | Originaltitel    | Erstausstrahlung D |
| ---------- | --------- | ---------------- | ------------------ |
| 45         | 1         | Achillesferse    | 17. Nov. 2016      |
| 46         | 2         | Tabula rasa      | 24. Nov. 2016      |
| 47         | 3         | Hannibal         | 1. Dez. 2016       |
| 48         | 4         | Der Termin       | 8. Dez. 2016       |
| 49         | 5         | Zu kurz gekommen | 15. Dez. 2016      |
| 50         | 6         | Schneeblind      | 22. Dez. 2016      |

## Staffel 9
| Nr. (ges.) | Nr. (St.) | Originaltitel       | Erstausstrahlung D |
| ---------- | --------- | ------------------- | ------------------ |
| 51         | 1         | Am Abgrund          | 9. Nov. 2017       |
| 52         | 2         | Entzug              | 16. Nov. 2017      |
| 53         | 3         | Ohne Aussicht       | 30. Nov. 2017      |
| 54         | 4         | Mutterliebe         | 14. Dez. 2017      |
| 55         | 5         | Entscheidung im Eis | 21. Dez. 2017      |
| 56         | 6         | Winterkind          | 28. Dez. 2017      |

## Staffel 10
| Nr. (ges.) | Nr. (St.) | Originaltitel                   | Erstausstrahlung D |
| ---------- | --------- | ------------------------------- | ------------------ |
| 57         | 1         | Sorgerecht                      | 15. Nov. 2018      |
| 58         | 2         | Das Glück ist ein Schmetterling | 22. Nov. 2018      |
| 59         | 3         | Der gekaufte Winter             | 29. Nov. 2018      |
| 60         | 4         | Abschied für immer              | 6. Dez. 2018       |
| 61         | 5         | Letzte Hoffnung                 | 13. Dez. 2018      |
| 62         | 6         | Verbotene Liebe                 | 20. Dez. 2018      |
| 63         | 7         | Entführt                        | 27. Dez. 2018      |

## Staffel 11
| Nr. (ges.) | Nr. (St.) | Originaltitel        | Erstausstrahlung D |
| ---------- | --------- | -------------------- | ------------------ |
| 64         | 1         | Wiedersehen          | 7. Nov. 2019       |
| 65         | 2         | Tod am Dachstein     | 14. Nov. 2019      |
| 66         | 3         | Herzschmerz          | 21. Nov. 2019      |
| 67         | 4         | Über den Wolken      | 28. Nov. 2019      |
| 68         | 5         | Mutterglück          | 5. Dez. 2019       |
| 69         | 6         | Letzter Wille        | 12. Dez. 2019      |
| 70         | 7         | Einfach hier bleiben | 19. Dez. 2019      |

## Staffel 12
| Nr. (ges.) | Nr. (St.) | Originaltitel      | Erstausstrahlung D |
| ---------- | --------- | ------------------ | ------------------ |
| 71         | 1         | Was wirklich zählt | 12. Nov. 2020      |
| 72         | 2         | Loslassen          | 19. Nov. 2020      |
| 73         | 3         | Im Gipfelbuch      | 26. Nov. 2020      |
| 74         | 4         | Eiskalte Wahrheit  | 3. Dez. 2020       |
| 75         | 5         | Leuchtfeuer        | 10. Dez. 2020      |

## Staffel 13
Ende Februar 2021 gab das ZDF eine Verlängerung um 6 Episoden bekannt. Des Weiteren werden noch 2 Episoden gezeigt, die bereits im vorherigen Jahr produziert wurden. Die Ausstrahlung fand ab 18. November 2021 bis 6. Jänner 2022 statt.
| Nr. (ges.) | Nr. (St.) | Originaltitel        | Erstausstrahlung D |
| ---------- | --------- | -------------------- | ------------------ |
| 76         | 1         | Keine Lügen mehr     | 18. Nov. 2021      |
| 77         | 2         | Vierzehn Stufen      | 25. Nov. 2021      |
| 78         | 3         | Klang der Erinnerung | 2. Dez. 2021       |
| 79         | 4         | Verbrannte Erde      | 9. Dez. 2021       |
| 80         | 5         | Ausgesetzt           | 16. Dez. 2021      |
| 81         | 6         | Augen auf            | 23. Dez. 2021      |
| 82         | 7         | Roter Schnee         | 30. Dez. 2021      |
| 83         | 8         | Dieses eine Leben    | 6. Jan. 2022       |

## Staffel 14
Seit dem 9. Februar 2022 wurde eine 14. Staffel mit 6 neuen Folgen gedreht, deren Ausstrahlung aufgrund der im November und Dezember stattfindenden Fußball-Weltmeisterschaft nicht wie sonst üblich im November 2022 startete. Die Ausstrahlung der Folgen erfolgte vielmehr ab dem 2. März 2023.
| Nr. (ges.) | Nr. (St.) | Originaltitel  | Erstausstrahlung D |
| ---------- | --------- | -------------- | ------------------ |
| 84         | 1         | Um jeden Preis | 2. März 2023       |
| 85         | 2         | Altes Eisen    | 16. März 2023      |
| 86         | 3         | Auf der Jagd   | 23. März 2023      |
| 87         | 4         | Schamlos       | 30. März 2023      |
| 88         | 5         | Giftiges Erbe  | 6. Apr. 2023       |
| 89         | 6         | Grüner Mond    | 13. Apr. 2023      |

## Staffel 15
Zwischen 7. Februar 2023 und 26. September 2023 wurden 6 neue Folgen gedreht, welche vom 16. November 2023 bis zum 28. Dezember ausgestrahlt wurden.
| Nr. (ges.) | Nr. (St.) | Originaltitel  | Erstausstrahlung D |
| ---------- | --------- | -------------- | ------------------ |
| 90         | 1         | Unter Verdacht | 16. Nov. 2023      |
| 91         | 2         | Bruderliebe    | 23. Nov. 2023      |
| 92         | 3         | Aus Angst      | 30. Nov. 2023      |
| 93         | 4         | Höhenfeuer     | 14. Dez. 2023      |
| 94         | 5         | Dünnes Eis     | 21. Dez. 2023      |
| 95         | 6         | Späte Reue     | 28. Dez. 2023      |

## Staffel 16
Das ZDF hat die Fortsetzung der Serie mit einer weiteren Staffel bestätigt. Die Staffel wird wie die Staffeln 3, 4 und 12 nur 5 neue Folgen enthalten, die seit dem 7. November 2024 ausgestrahlt werden.
| Nr. (ges.) | Nr. (St.) | Originaltitel          | Erstausstrahlung D |
| ---------- | --------- | ---------------------- | ------------------ |
| 96         | 1         | Gipfelrausch           | 7. Nov. 2024       |
| 97         | 2         | Ein letzter Augenblick | 14. Nov. 2024      |
| 98         | 3         | Abschiedsschmerz       | 21. Nov. 2024      |
| 99         | 4         | Letzte Worte           | 28. Nov. 2024      |
| 100        | 5         | Seelenfrieden          | 12. Dez. 2024      |

## Staffel 17
Am 13. März 2024 bestätigte das ZDF eine 17. Staffel mit 7 weiteren neuen Folgen, welche ab Herbst 2024 gedreht und 2025 ausgestrahlt werden sollen.

## Specials
| Nr. | Originaltitel        | Erstausstrahlung D |
| --- | -------------------- | ------------------ |
| 1   | Die Zeit, die bleibt | 17. Nov. 2022      |

## Dokumentationen
| Nr. | Originaltitel                   | Erstausstrahlung D |
| --- | ------------------------------- | ------------------ |
| 1   | Mit der Kamera über den Wolken  | 21. Nov. 2009      |
| 2   | Vor Ort mit dem Heimatkanal (1) | 7. Feb. 2013       |
| 3   | Vor Ort mit dem Heimatkanal (2) | 3. Jan. 2014       |
| 4   | Vor Ort mit dem Heimatkanal (3) | 15. Apr. 2017      |